# Talor Battle
Talor Battle (Albany, 16 settembre 1988) è un ex cestista e allenatore di pallacanestro statunitense.

## Carriera
Dopo aver giocato nella squadra della Bishop Maginn High School ha disputato quattro stagioni con Pennsylvania State University. Ha esordito da professionista allo Cholet Basket, disputando 6 partite nel campionato francese. Si è poi trasferito in Germania al Bonn (27 partite) e successivamente all'Orlandina Basket in Legadue.

## Statistiche
| † | Denota le stagioni in cui ha vinto il titolo |

### NCAA
| Anno     | Squadra                  | PG  | PT  | MP   | TC%  | 3P%  | TL%  | RP  | AP  | PRP | SP  | PP   |
| -------- | ------------------------ | --- | --- | ---- | ---- | ---- | ---- | --- | --- | --- | --- | ---- |
| 2007-08  | Penn State Nittany Lions | 31  | 30  | 30,2 | 34,5 | 28,4 | 68,7 | 3,5 | 3,2 | 1,3 | 0,1 | 10,2 |
| 2008-09† | Penn State Nittany Lions | 38  | 37  | 37,4 | 40,2 | 33,9 | 70,0 | 5,3 | 5,0 | 1,2 | 0,1 | 16,7 |
| 2009-10  | Penn State Nittany Lions | 31  | 31  | 37,0 | 42,0 | 35,0 | 70,5 | 5,3 | 4,2 | 1,1 | 0,1 | 18,5 |
| 2010-11  | Penn State Nittany Lions | 34  | 34  | 38,1 | 42,3 | 36,9 | 74,9 | 4,4 | 2,9 | 0,8 | 0,1 | 20,2 |
| Carriera | Carriera                 | 134 | 132 | 35,8 | 40,3 | 34,1 | 71,3 | 4,7 | 3,9 | 1,1 | 0,1 | 16,5 |

#### Massimi in carriera
- Massimo di punti: 32 (2 volte)[1]
- Massimo di rimbalzi: 13 vs Michigan (1º marzo 2008)
- Massimo di assist: 9 (3 volte)
- Massimo di palle rubate: 5 vs Minnesota (6 febbraio 2010)
- Massimo di stoppate: 1 (12 volte)
- Massimo di minuti giocati: 47 vs Iowa (7 marzo 2009)

## Palmarès
- Campione NIT (2009)